# 新白雪姫伝説プリーティア
『新白雪姫伝説プリーティア』（しんしらゆきひめでんせつプリーティア）は、佐藤順一・成瀬かおり原作の漫画作品。それを原作としたテレビアニメ。成瀬の作画により『月刊ふぁんデラ』（後に廃刊）（角川書店発行）に掲載された。単行本は全4巻。

## 概要
美少年が多数登場する女性向けの作品（いわゆる逆ハーレム）。この作品では変身アイテムなど登場しない代わりに7人の美少年「リーフェナイト」との融合合体により「プリーティア」に変身する。融合合体は1（姫乃）対1（ナイト）で行われ、最大8種類の属性による「プリーティア」が登場する。

## あらすじ
元気で前向きな女子高生・淡雪姫乃は、小説家の父・薫と貧乏暮らしをしていたが、父の作品のファンで富豪の未亡人・夏江が父と再婚したことにより生活が一転、メイドたちに傅かれる日々が始まる。不慣れな豪邸暮らしに加え、夏江の連れ子・繭根と真綿も心を開いてくれず、シンデレラさながらの日々を過ごす。そんなある日、姫乃の前にリーフェナイツと名乗る7人の美少年が現れる。「災妃（さいひ）」のために世界が危機に陥っており、姫乃こそが世界を救う伝説の戦士「プリーティア」であると言う彼らに協力を求められた姫乃は、戸惑いながらも、戦いに足を踏み入れていく。

## 登場人物

### プリーティア
淡雪姫乃（あわゆき ひめの）
声 - 吉田小百合
本作の主人公。父親の玉の輿によってお嬢様となり、リーフェナイトに選ばれてからは立派なプリーティアを目指す。義姉である繭根に嫌がらせを受けていたが、明るくめげずに生き、他の家族にも呼びかけて後に和解し、絆を構築してゆく。思い込みが激しい面もあるが素直で心優しい性格。
リーフェナイトとプリート（融合）することで、プリーティアに変身することが出来る（融合する相手によって属性の力やプリーティアの衣装が異なる）。なお姫乃の心境が戦いを拒むことでプリートは不可能になり、皆を助けたい気持ちがプリートを可能にさせる。また敵からのダメージは姫乃自身は受けない代わり、融合しているリーフェナイトが負う（盾になる）ことになる。
風のプリーティア
必殺技は風のソード（武器型の長剣）。颯と融合。イメージカラーはスカイブルー色に白色。
風のプリーティア（パワーアップ版）
風のプリーティアに水、冷気、熱気、光、植物のエネルギが融合し備わった力。
光のツインソードを武器とし六種類の属性の魔法を自在に操る。
音のプリーティア
必殺技は音のアロー（口先から放つ衝撃波）。細と融合。イメージカラーはパープル色に白色。
熱気のプリーティア
必殺技は炎のアックス（武器型の大型バトルアックス）。豪と融合。イメージカラーは赤色&青色に白色。
水のプリーティア
必殺技は水のウィップ（武器型の鞭）。初と融合。イメージカラーは水色に白色。
冷気のプリーティア
必殺技は冷のアースランス（武器型のランスから放つ砲撃波）。万年と融合。イメージカラーは淡い水色。
光のプリーティア
必殺技は光のチャクラム（武器型の光の輪）。蛍と融合。イメージカラーは黄色&橙色に白色。
植物のプリーティア
アニメでは新が放ったエネルギーによる融合により1カット（約1秒）のみ登場。イメージカラーは黄緑色。向日葵の髪飾りを付けている。
白のプリーティア
大切な人を失いたくない強い思いが独自に変身を遂げる。伝説の最強のプリーティア。
必殺技はシャボン玉状の光の泡による浄化と同時に消滅したリーフェナイトを甦らせる力を持つ。
アニメでは全ての力を使い果たし一度死亡するが、颯の愛の接吻により甦る。
イメージカラーは薄ピンクに白色。後ろに4枚の羽が生えている。

### リーフェナイト
淡雪姫乃と融合することで姫乃をプリーティアに変身させることが出来、プリーティアの力や盾となる存在。また全ての力を使い果たすことは消滅、すなわち死を意味する。アニメでは先代のプリーティアが災妃に変貌したことで、災妃を封印するため3人のリーフェナイトが全ての力を使い果たし消滅している。
颯（はやて）
声 - 鳥海浩輔
風のリーフェナイト。姫乃が最初にプリートしたナイトで、姫乃がプリーティアになれる素質を秘めた存在であることを最初に感じ取る。街中で姫乃を凝視していたため、最初は変質者と間違われた。陰で姫乃のボディーガードをしている。自分が原因で、先代のプリーティアを災妃に変化させてしまったことをずっと悔やんでいたが、姫乃と出逢い、接する内に心を救われていく。真面目で一生懸命だが気難しい所があり最初は姫乃に対して厳しくキツく当たっており、彼女とは「チューリップ頭」「顔だけ男」と呼び合うなど喧嘩が絶えなかった。本質は優しく、姫乃と触れ合うたびに言動も柔らかくなっていく。
細（ささめ）
声 - 櫻井孝宏
音のリーフェナイト。遠くの音や映像を捉えることが出来る。プリーティアになる決心を姫乃にさせた人物。姫乃の能力を成長させるために協力した。現実世界ではラジオのパーソナリティーの仕事をしていて、実は真綿が密かにイヤフォン越しに想っていた男性。人当たりが良く穏やかだがどこか影がある。原作とアニメでは、展開および好きな人が違う（原作：貴子→姫乃、アニメ：貴子一筋）。
アニメでは貴子を愛する気持ちからリーフェナイトを裏切り闇の戦士として変貌を遂げる。詳しくは敵キャラクター節を参照。
蛍（けい）
声 - 成瀬誠
光のリーフェナイト。姫乃を陰ながら支える男性。普段はゲーム会社のプログラマーとして働き、敵の出現ポイントを予測するプログラムを製作したこともある。少しナルシストでノリが軽いが冷静に判断して行動することができる。原作とアニメでは、キャラクターデザインが大幅に違う。
豪（ごう）
声 - 森久保祥太郎
熱気のリーフェナイト。面倒見がとても良く姫乃の相談相手で兄貴肌の男性。下に並ぶ3人の幼いナイト達の世話もしている。普段はカフェのウェイターとして働いている。
万年（まんねん）
声 - 矢島晶子
冷気のリーフェナイト。自分より小さい初や新のリーダーの役目をしている。淡雪家の敷地でよく3人で遊んでいる。蛍の仕事場に行った時、カップに触れるだけで蛍の飲んでいた物を凍らせてしまったことがある。明るくやんちゃだがつねに一生懸命である。
初（はじめ）
声 - 福圓美里
水のリーフェナイト。生真面目で少し流されてしまう一面があるが、しっかりするところはしっかりしている。ナイツは人間と異なり母体から生まれず自然に誕生する存在だが、万年と新と3人、温かく優しい姫乃に母性を感じ、絶対的な信頼を寄せている。
新（しん）
声 - 仲西環
植物のリーフェナイト。戦う際にある程度の結界を作ることが出来る。植物の状態や思っていることを把握する能力がある。気弱で泣き虫だが明るく温和な少年。原作では、力の使い過ぎにより消滅するも、成長を遂げ｢白のプリーティア｣となった姫乃の力で復活した。アニメでは唯一姫乃とプリートしなかった（というよりもプリートする尺がなかった）ナイト。

### 淡雪家の家族構成
淡雪薫（あわゆき かおる）
声 - 上田祐司
姫乃の父。夏江が薫作の恋愛小説の大ファンということがきっかけで、知り合い、後に結婚した。繭根と真綿にも父として親しく接するが、2人には（特に真綿には）実の親でないため抵抗されていた。いい加減で怠惰な面があり、アニメでは再婚前に姫乃のバイト代を浪費することがあった。
淡雪夏江（あわゆき なつえ）
声 - 井上喜久子
繭根と真綿の母。姫乃の戸籍上の義母。最初の夫を亡くし途方に暮れていた時、薫に救われ、妻となる。姫乃に実子と同じ愛情を注ぐ。繭根と真綿という名前は、薫の小説に登場した双子の名を貰って付けた。原作とアニメでは、性格が大幅に違う。原作では、心の不安を災妃に付け込まれ、乗っ取られて自らが災妃と化す。
淡雪繭根（あわゆき まゆね）
声 - 雪乃五月
長女。夏江の最初の娘。プライドが高く、よく姫乃に嫌がらせをしていた。しかし徐々に姉として目覚めていき、最終的には嫌がらせをやめる（原作では悪戯はやめないものの打ち解ける）。原作とアニメでは、若干性格に違いがある。
淡雪真綿（あわゆき まわた）
声 - 神田朱未
次女。夏江の2人目の娘。物静かでおとなしい性格のためか、内に秘めた熱い思いを隠している。細のラジオ番組に「シルク」（「真綿」とは絹のこと。ただし、原作では本名そのまま｢真綿｣）というペンネームで、はがきをよく投稿していた。
アニメでは心の不安を災妃に付け込まれ、フェンリルの大樹に取り込まれる。
美景（みかげ）
声 - 堀江由衣
アニメのオリジナルキャラクターで淡雪家のメイド。姫乃によくアドバイスをしたり、共に遊びに出かけたりもした姉のような存在。しかしその正体は、災妃･フェンリル（＝貴子）。詳しくは敵キャラクター節を参照。
田中（たなか）
声 - 子安武人
夏江のお抱え運転手。夏江とは幼少期から大学まで同級生で、彼女に想いを寄せ続けて現在の地位に至るが、夏江は彼の想いを知らない。時折繭根の悪戯の巻き添えに遭う。ハゲが悩みの種である。

### 学園の生徒
高斗弥生（たかと やよい）
声 - 田村ゆかり
姫乃の中学時代からの親友でクラスメイト。薫の弟子になりたがっている。なんでもないことをすぐ恋愛話に繋げ、挙句の果てには対象となる人物の内面の心情まで想像して言葉にし、姫乃に却下されることが多い。
英子（えいこ）、美子（よしこ）、椎子（しいこ）
声 - 今井麻美（英子）、今野宏美（美子）、間宮くるみ（椎子）
仲良し三人グループ。姫乃のクラスメイト。繭根の取り巻きで、姫乃のことを快く思っていない。

### 敵キャラクター
災妃・フェンリル
声 - 堀江由衣
ナイツが生まれた世界・リーフェニアに封印されていた災いを起こす元凶の女性。リーフェを奪い尽くし世界そのものを破壊する目的で、現実世界に現れる。今の災妃の正体は、颯達と共に前の災妃を倒した先代のプリーティア・貴子。颯に恋をし、彼を心の支えに使命を果たしたが、颯からは想われていないことを知り、哀しみのあまり災妃に変貌する（転身直後の戦闘で、要となるべきプリーティアを失ったナイトは、数人消滅している）。颯への復讐のために淡雪家の面々や年少組に取り入るなど策略を巡らせていた。細の死亡直前（後に復活）に自身の細に対する愛の気持ちに気づき自分の本来の姿である「貴子」に戻り、細と共にリーフェニアで暮らす。原作とアニメでは、若干設定が違い、リーフェニアに封印されたまま復活はせず、転生の輪廻に戻れずにいる。
闇の戦士・細（ささめ）
声 - 櫻井孝宏
アニメのオリジナルキャラクターで災妃の下部。元音のリーフェナイト。
貴子を愛する気持ちを抑えていたが貴子と互いに戦うことで、やがて気持ちが抑え切れなくなりリーフェナイトを捨て闇を受け入れる決意をする。災妃・フェンリルから力を授かり闇の戦士として変貌をとげ颯達リーフェナイトに立ちはだかる。最後は災妃の悲しみからフェンリルの大樹が暴走し災妃の身に危険が迫ったことで災妃を庇いフェンリルの大樹に串刺しにされ消滅するが、白のプリーティアの力により甦る。イメージカラーは紫色に漆黒の青色。
フェンリルの大樹
真綿の体から心を取り出し災妃の妖力により生み出された大樹。真綿を取り込みさらに貴子も取り込もうとした。最後は白のプリーティアに浄化され消滅した。
魔幼虫 / 使い魔（紫色の蝶）
魔幼虫は災妃・フェンリルが放った闇の下部。成長しながらリーフェを吸収し災妃・フェンリルに捧げる。物に取り付き根を張ることで強力な魔幼虫になる。
使い魔は大群で行動するため魔幼虫よりも厄介な相手である。

## テレビアニメ
WOWOWで2001年4月4日から同年6月27日まで放送され、後に地上波でも放送された。全13話。

### スタッフ
- 原作 - 佐藤順一、成瀬かおり
- 総監督 - 佐藤順一
- 監督 - 佐山聖子
- シリーズ構成 - 金巻兼一
- キャラクターデザイン・総作画監督 - 小林明美
- モンスターデザイン - 宇佐美皓一
- 美術監督 - 田尻健一
- 色彩設計 - 川上善美
- 撮影監督 - 林コージロー
- 編集 - 西山茂
- 音響監督 - 田中英行
- 音楽 - 大森俊之
- プロデューサー - 福良啓、大槻博文
- アニメーション制作 - ハルフィルムメーカー
- 製作 - 「プリーティア」製作委員会[1]

### 主題歌
オープニングテーマ「White Destiny」
作詞 - 飯塚麻純 / 作曲・編曲 - 大森俊之 / 歌 - 石田燿子
オープニングアニメーションは回を重ねるごとに効果音が増えていく。
第12話・第13話はオープニングなし。
エンディングテーマ「Lucky Star」
作詞 - 飯塚麻純 / 作曲・編曲 - 大森俊之 / 歌 - 吉田小百合

### 各話リスト
| 話数 | サブタイトル       | 脚本              | 絵コンテ            | 演出       | 作画監督          |
| ---- | ------------------ | ----------------- | ------------------- | ---------- | ----------------- |
| 1    | 運命の風           | 金巻兼一          | 佐山聖子            | 佐山聖子   | 竹田逸子          |
| 2    | トキメキを聴かせて | 金巻兼一          | 佐山聖子            | 石山タカ明 | 赤田信人          |
| 3    | プリーティアへの道 | 金巻兼一          | 玉川達文            | 玉川達文   | 崎山知明          |
| 4    | 陽だまりの約束     | 成田良美          | 本猪木浩明 佐山聖子 | 平池芳正   | 服部憲知          |
| 5    | 闇の微笑           | 金巻兼一          | 西本由紀夫          | 西本由紀夫 | 千葉道徳          |
| 6    | 紅の秘密           | 金巻兼一 成田良美 | 紅優                | 藤本義孝   | 宇佐美皓一        |
| 7    | もう誰も守れない   | 川崎ヒロユキ      | 佐山聖子            | 玉川達文   | 竹田逸子          |
| 8    | 目覚めのとき       | 成田良美          | 佐藤順一            | 平池芳正   | 服部憲知          |
| 9    | 届かない旋律       | 金巻兼一          | 島崎奈々子          | 石山タカ明 | 赤田信人          |
| 10   | 想いの果て         | 川崎ヒロユキ      | 真野玲              | 林有紀     | 早川淳一          |
| 11   | ガラスの瞳         | 成田良美          | 小林智樹            | 追崎史敏   | 門之園恵美        |
| 12   | ぬくもりをもう一度 | 川崎ヒロユキ      | 西本由紀夫          | 西本由紀夫 | 宇佐美皓一        |
| 13   | 白い雪の伝説       | 金巻兼一          | 佐山聖子            | 佐山聖子   | 竹田逸子 小林明美 |

### 放送局
| 放送地域       | 放送局             | 放送期間                      | 放送日時           |
| -------------- | ------------------ | ----------------------------- | ------------------ |
| 日本全域       | WOWOW              | 2001年4月4日 - 6月27日        | 水曜 18:30 - 19:00 |
| 富山県         | チューリップテレビ | 2001年10月2日 - 12月25日      | 火曜 25:50 - 26:20 |
| 秋田県         | 秋田放送           | 2001年10月3日 - 12月26日      | 水曜 25:55 - 26:25 |
| 京都府         | KBS京都            | 2001年10月4日 - 12月27日      | 木曜 18:30 - 19:00 |
| 兵庫県         | サンテレビ         | 2001年10月5日 - 12月28日      | 金曜 17:30 - 18:00 |
| 香川県・岡山県 | 瀬戸内海放送       | 2001年10月11日 - 2002年1月3日 | 木曜 25:30 - 26:00 |
| 岐阜県         | 岐阜放送           | 2001年11月11日 - 2002年2月3日 | 日曜 7:00 - 7:30   |
| 日本全域       | KIDS STATION       | 2001年11月15日 - 2002年2月7日 | 木曜 22:30 - 23:00 |
| 奈良県         | 奈良テレビ         | 2001年12月3日 - 2002年2月25日 | 月曜 8:00 - 8:30   |
| 福岡県         | TVQ九州放送        | 2003年1月4日 - 3月29日        | 土曜 7:00 - 7:30   |
| 東京都         | TOKYO MX           | 2004年9月3日 - 11月26日       | 金曜 18:30 - 19:00 |

## 関連商品

### 書籍
漫画
『新白雪姫伝説プリーティア』
著者：成瀬かおり / 原作：佐藤順一 / 出版：角川書店（あすかコミックスDX）
1. （2000年6月1日発売、ISBN 4-04-853203-0）
2. （2001年3月1日発売、ISBN 4-04-853329-0）
3. （2001年4月1日発売、ISBN 4-04-853342-8）
4. （2001年7月21日発売、ISBN 4-04-853392-4）

小説
『新白雪姫伝説プリーティア 7人のナイト』 （2001年4月1日発売、ISBN 4-04-444201-0）
著者：さらだたまこ / 作：佐藤順一、成瀬かおり / 出版：角川書店（角川ティーンズルビー文庫）

### CD
販売・発売元はジェネオン・ユニバーサル・エンターテイメント。
オリジナル・サウンドトラック
- Vol.1 （2001年6月22日発売）
- Vol.2 （2001年8月24日発売）

ドラマCD
『新白雪姫伝説プリーティア 銀盤劇場「お母さんの花が消えた日」』 （2001年10月25日発売）

### DVD
販売・発売元はジェネオン・ユニバーサル・エンターテイメント。
DVD（単巻）
第1巻のみ初回限定版と通常版の2種類あり。初回限定版は全5巻収納できるBOX付きなど。各巻それぞれにも封入特典や映像特典などもある。
1. 第1話 - 第2話収録 （2001年8月24日発売）
2. 第3話 - 第4話収録 （2001年9月21日発売）
3. 第5話 - 第7話収録 （2001年10月25日発売）
4. 第8話 - 第10話収録  （2001年11月22日発売）
5. 第11話 - 第13話収録 （2001年12月21日発売）

DVD-BOX
『新白雪姫伝説プリーティア TV-BOX』 （2006年1月25日発売）
全話収録のディスク3枚組。

### VHS
販売元は東映株式会社東映ビデオ株式会社、発売元はパイオニアLDC株式会社。